# DDR-Meisterschaften im Hallenfaustball 1954
Die DDR-Meisterschaften im Hallenfaustball 1954 waren die zweite Austragung der DDR-Meisterschaften der Männer und Frauen im Hallenfaustball der DDR im Jahre 1954. Sie fanden Ende Februar in Leipzig statt.
Während bei den Frauen Rotation Dresden Mitte seinen Vorjahrestitel verteidigte konnte, konnte sich bei den Männern Motor Megu Leipzig erstmals den DDR-Meister-Titel erkämpfen.
Als Sieger der Kämpfe um die Berliner Bezirksmeisterschaft waren beide Mannschaften von Einheit Köpenick qualifiziert.

## Frauen
Endstand
| Platz | Mannschaft             |
| ----- | ---------------------- |
| 1.    | Rotation Dresden Mitte |
| 2.    |                        |
| 3.    |                        |

## Männer
Endstand
| Platz | Mannschaft         |
| ----- | ------------------ |
| 1.    | Motor Megu Leipzig |
| 2.    |                    |
| 3.    |                    |